# Aletis euparypha
Aletis euparypha är en fjärilsart som beskrevs av Louis Beethoven Prout 1913. Aletis euparypha ingår i släktet Aletis och familjen mätare. Inga underarter finns listade i Catalogue of Life.